# Media Factory
Media Factory (メディアファクトリー, Mediafakutorī), anciennement Media Factory, Inc. (株式会社メディアファクトリー, Kabushiki gaisha Mediafakutorī), est une marque de la maison d'édition japonaise Kadokawa Future Publishing depuis le 1er octobre 2013. Elle a été initialement créée le 1er décembre 1986 en tant que maison d'édition du groupe Recruit avant son rachat en 2011 par Kadokawa.
Outre l'édition de magazines et de livres, elle produit également des jouets tels que les Trading Figures. En plus de produire des logiciels vidéo, Media Factory est un producteur de nombreux anime en participant aux comités de production. Elle était aussi connue pour produire des jeux de cartes à collectionner tel que Pokémon, mais avec son rachat par Kadokawa, ces activités ont été transférées à d'autres sociétés ou retirées de l'entreprise.
Media Factory est parmi les premiers distributeurs d'anime à demander de cesser la distribution non autorisée de ses séries, notamment en contactant des sites pour qu'ils ne créent plus de liens vers du fansub.

## Historique

### L'entreprise Media Factory
Le 1er décembre 1986, la division d'édition de livres de Recruit Co., Ltd. s'est séparée de cette dernière et est devenue indépendante sous le nom de Recruit Shuppan Co., Ltd. (株式会社リクルート出版, Kabushiki gaisha Rikurūto Shuppan). L'entreprise change de nom commercial pour Media Factory (メディアファクトリー, Mediafakutorī) le 1er avril 1991.
En 1997, l'ancienne Musicmine Inc. (株式会社ミュージックマイン, Kabushiki gaisha Myūjikkumain) a fusionné Media Factory avec la réorganisation des sociétés de divertissement du groupe Recruit.
En 1998, l'entreprise a lancé le label discographique factoryorumok (ja) en tant que coentreprise avec Pioneer LDC (devenu NBCUniversal Entertainment Japan), mais le partenariat a pris fin plus tard.
En août 1999, Ecstasy Japan Co., Ltd. est créée par un investissement conjoint avec Yoshiki.
En décembre 1999, la division de distribution a été confiée à Cross Entertainment Distribution Co., Ltd. ; celle-ci finit par fusionner avec Media Factory en octobre 2002.
La division Musicmine est cédée à Seventy Drums Co., Ltd. en juillet 2001 ; dans le même temps, Seventy Drums (qui a changé son nom en Musicmine Co., Ltd. après le transfert des actions) et Musicmine ID Co., Ltd. ont été acquises par Artist House Co., Ltd. (ja).
Le 12 octobre 2011, Media Factory est racheté pour 8 milliards de yens par Kadokawa Group Holdings (devenu Kadokawa Corporation), qui en a fait une filiale consolidée le 15 novembre. Le siège social est également déplacé, restant tout de même à Tokyo, passant de Ginza à Shibuya.

### Media Factor sous Kadokawa
En avril 2013, Kadokawa Group Holdings a fusionné avec Kadokawa Group Publishing pour devenir une société holding commerciale. La société a été renommée Kadokawa Corporation le 22 juin 2013.
Le 1er octobre 2013, Media Factory et huit autres filiales ont fusionné avec Kadokawa Corporation et sont devenues des brand companies en français : « entreprises de marque »,,. En mars 2015, le siège social est déplacé à Fujimi, où se situe celui de la société mère du groupe Kadokawa.
Pour les activités de vidéos et de produits dérivés de personnages, en tant que marque Media Factory, elle publie des Blu-ray et DVD d'œuvres d'animation dont Kadokawa est principalement impliquée dans la production, avec la mention de « Kadokawa Media Factory ».
À la suite du ralentissement du marché de l'édition plus rapide que prévu, Kadokawa Corporation a restructuré ses Brand companies internes en avril 2015, celles-ci ont été supprimées,. Bien que Media Factory subsiste encore en tant que marque, le nom Kadokawa est utilisé de plus en plus pour les productions et publications, notamment avec l'arrêt en 2016 de la brochure sur les anime « Media Factory Magazine » qui est remplacée par le « Kadokawa Anime Magazine » dès 2017. Le contenu de la chaîne YouTube « Media Factory TV » a été intégrée dans celle de « KADOKAWA anime », ainsi depuis octobre 2017, la première chaîne est mise à jour irrégulièrement.

## Publications

### Magazines et sites web
- Da Vinci : mensuel spécialisé sur les œuvres littéraires lancé en 1994
- Monthly Comic Alive : mensuel lancé en juin 2006
- Comic Cune (ja) : mensuel lancé en août 2015
- Monthly Comic Flapper : mensuel lancé en novembre 1999
- Monthly Comic Gene : mensuel lancé en juin 2011
- Gene Pixiv : webzine en partenariat avec pixiv
- Comic Essay Gekijō (ja) : site web consacré aux manga d'essais comiques
- Fleur : site web de romans en ligne
  - Comic Fleur : site consacré aux mangas BL érotiques lancé en février 2015[18]

### Labels
- MF Bunko J (ja) (label de light novel lancé en 2002)
- MF Books (label de light novel conjointement créé avec Frontier Works)
- Novel 0 (label de romans lancé en 2016)
- Fleur Bunko (label des séries publiés sur le site Fleur)

## Précédentes publications
- Zappy (magazine musical transféré de Recruit)
- Jugem (ja) (magazine de jeu transféré de Recruit de 1995 à 1999)
- Comic Alpha (magazine bimensuel le 7 mars 1998, suspendu en 1999)
- Yū Books (ja) (transféré à Kadokawa Shoten en octobre 2014)
- Yoo (ja) (magazine semestriel consacré aux histoires de fantômne, transféré à Kadokawa Shoten en octobre 2014)
- Mei (ja) (magazine semestriel consacré aux histoires de fantômne pour femmes, transféré à Kadokawa Shoten en octobre 2014)
- Media Factory Shinsho (ja) (label de « nouveaux livres (ja) », regroupé avec d'autres labels du même genre de Kadokawa sous Kadokawa Shinsho (ja) en février 2015)
- Comic Sangokushi Magazine (ja) (magazine de manga bimestriel sur le thème de la période des Trois Royaumes, remplacé par un site web en novembre 2009)